# Ted Chronopoulos
Ted Chronopoulos (in greco: Τεντ Χρονόπουλος, Tent Chronopoulos; Loma Linda, 16 settembre 1972) è un ex calciatore statunitense con cittadinanza greca, di ruolo difensore.